# 李際明 (萬曆進士)
李际明（？—？），字幼安，號白水，山东青州府安丘縣軍籍。萬曆壬辰（1592年）四月初十日生。

## 生平
李际明出生之日，其门前地中忽有声如雷，其父异之，遂为细究，得泉一眼，味极甘冽，稍疏之流为溪，父为此更加钟爱际明，因自号所居之地名为甘泉。万历三十一年（1603年）癸卯科山东乡试举人，四十七年（1619年）己未科進士，吏部觀政，初授卫辉府推官，天啓四年（1624年）升廣州府同知，历刑部江西司员外郎，同考河南鄉試。六年官至南兵部职方司郎中。崇祯二年三月，南京户部尚书郑三俊疏言见任兵部职方司郎中李际明禽白莲教，妄杀平民，欺上官而得荐，贿奸人而骤陞，倡议鸠工，不顾小民膏血，治品供献，务得守者欢心，并造胡监生祠，不时拜祭，威拨陵军六十守其私衙，故知璫荐之，与名不负，此膝之久屈。

## 家族
曾祖李清，增生。祖父李守义。父李惟敬，赠文林郎卫辉府推官。与七子朝夕相伴，攻读圣贤，设馆七里河，一时名满安丘。